# Memoria de plazo intermedio
Memoria de plazo intermedio (ITM) es una etapa de la memoria distinta de memoria sensorial, trabajando memoria/memoria de plazo corto, y mucho tiempo-memoria de plazo. Así como la memoria sensorial persiste sólo algunos milisegundos, la memoria de trabajo persiste para hasta treinta segundos, y la memoria de largo plazo persiste desde unos treinta minutos hasta el final de la vida del individuo, la memoria de plazo intermedio persiste aproximadamente de dos a tres horas. Este solapamiento en las duraciones de los procesos de memoria indica que ocurren simultáneamente, más que secuencialmente. De hecho, facilitación de plazo intermedio puede ser producida en ausencia de facilitación de largo plazo. Aun así, las fronteras entre estas formas de la memoria no están bien definidas, y pueden variar dependiendo de la tarea. Memoria de plazo intermedio está pensada para ser soportada por el parahippocampal cortex.
En 1993, Rosenzweig y otros colegas demostraron que, en las ratas condicionadas con un estímulo aversivo, evitación del porcentaje del estímulo (y, por implicación, de la memoria de la naturaleza aversiva del estímulo) alcanzó mínimos relativos en un minuto, en quince minutos, y en sesenta minutos. Estas inmersiones eran teorizadas para corresponder a los puntos de tiempo en qué las ratas cambiaban de la memoria de trabajo a la memoria de plazo intermedio, de memoria de plazo intermedio a la fase temprana de la memoria de largo plazo , y de la fase temprana de la memoria de largo plazo a la fase tardía de memoria de largo plazo, respectivamente—demostrando así la presencia de una forma de memoria que existe entre la memoria de trabajo y la memoria de largo plazo, que bautizarom como "memoria de plazo intermedio".
Aunque la idea de memoria de plazo intermedio se conoce desde los 90s, Sutton et altri. han ntroducido una nueva teoría para las correlaciones neuronales situando la memoria de plazo intermedio subyacente en los casos de Aplysia en 2001, donde la describieron como la manifestación del excremento primario en la facilitación de plazo intermedio.

## Características
En 2001, Sutton y otros colegas propusieron que la memoria de plazo intermedio posee las siguientes tres características:
- Su inducción requiere traducción, pero no transcripción[9]
- Su expresión requiere la activación persistente de la proteína kinase Un y la proteína kinase C[10]
- Desaparece completamente antes del inicio de la memoria de largo plazo

## Mecanismo

### Inducción
Debido a que la memoria de plazo intermedio no implica transcripción, probablemente si implique la traducción de las transcripciones de mRNA ya presentes en las neuronas.

## Comparación con: memoria de corto plazo/memoria de trabajo
A diferencia de la memoria de corto plazo y de la memoria de trabajo, la memoria de plazo intermedio requiere que ocurran cambios para que funcione.

## Comparación con memoria de largo plazo
Mientras ITM requiere cambios únicos en traducción, la inducción de memoria de plazo largo requiere también cambios en la transcripción. El cambio de memoria de corto plazo a la memoria de largo plazo es dependiente del CREB, el cual regula la transcripción, pero ya que la ITM no implica un cambio en la transcripción, debe ser independiente de la actividad del CREB . Según la definición de la ITM propuesta por Sutton et altri. en 2001, desaparece completamente antes de que la memoria de largo plazo sea inducida.